# Milówka (gmina)

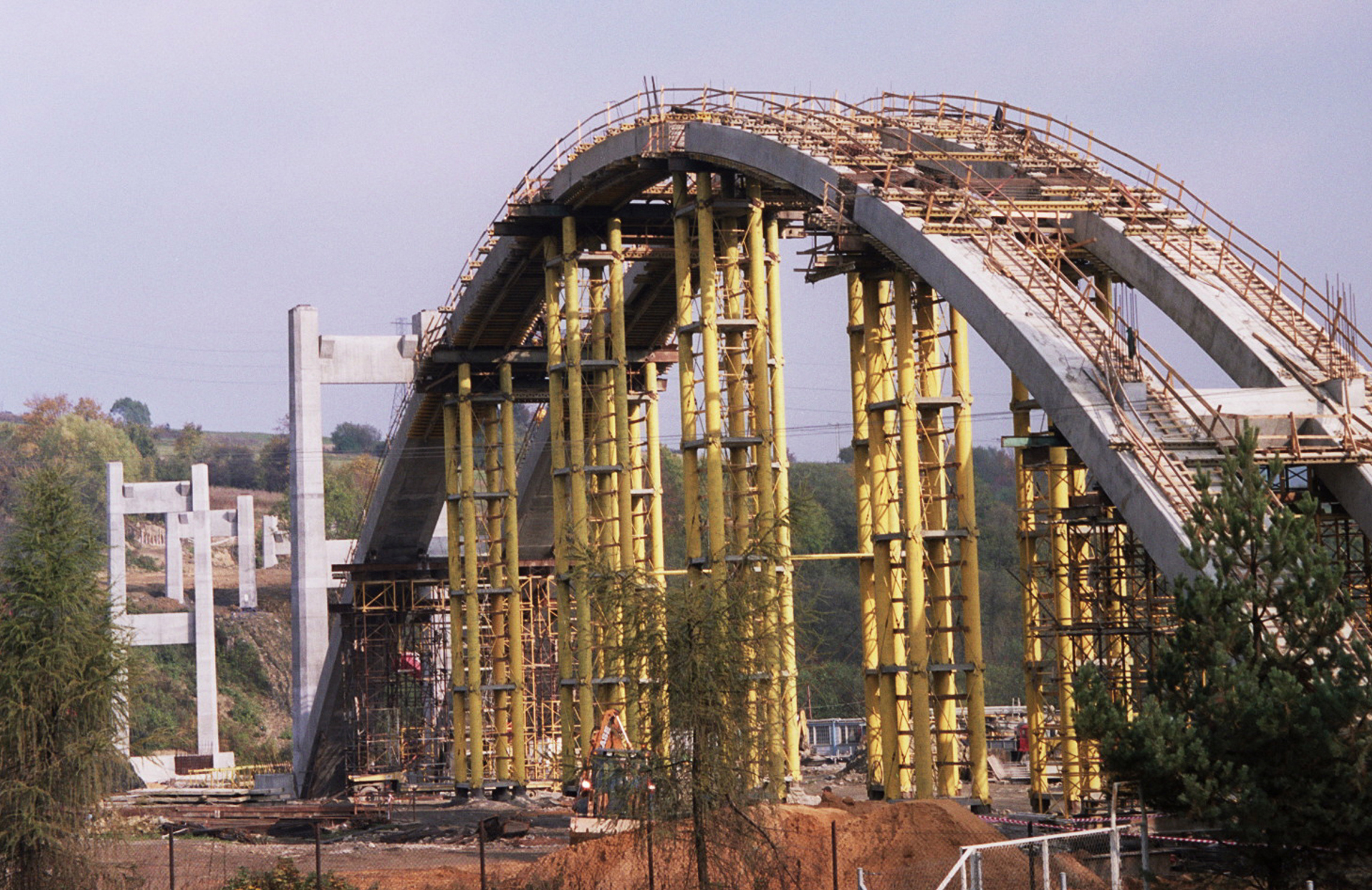
Droga ekspresowa S1 w budowie (2005 r.)

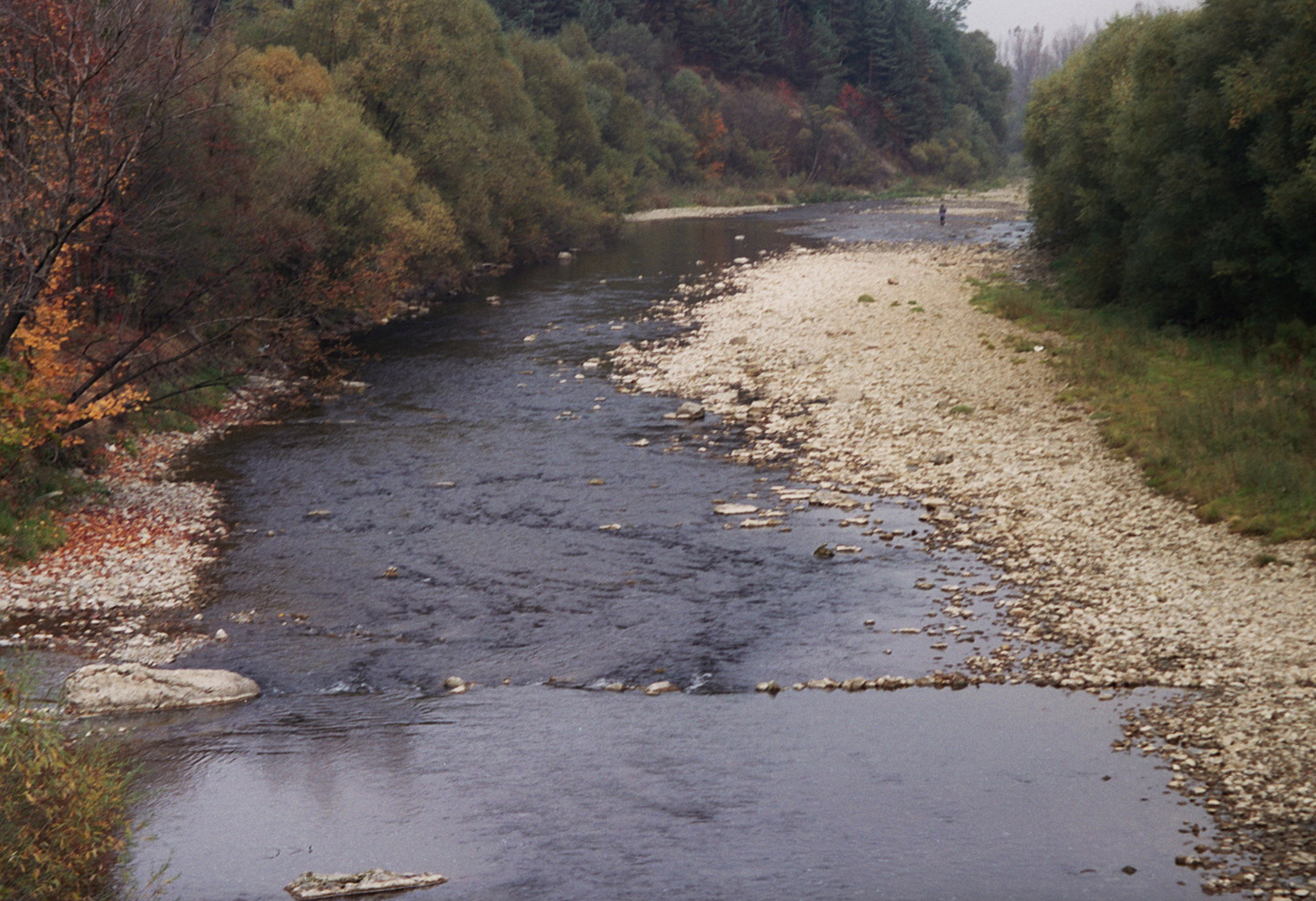
Przepływająca przez gminę Soła

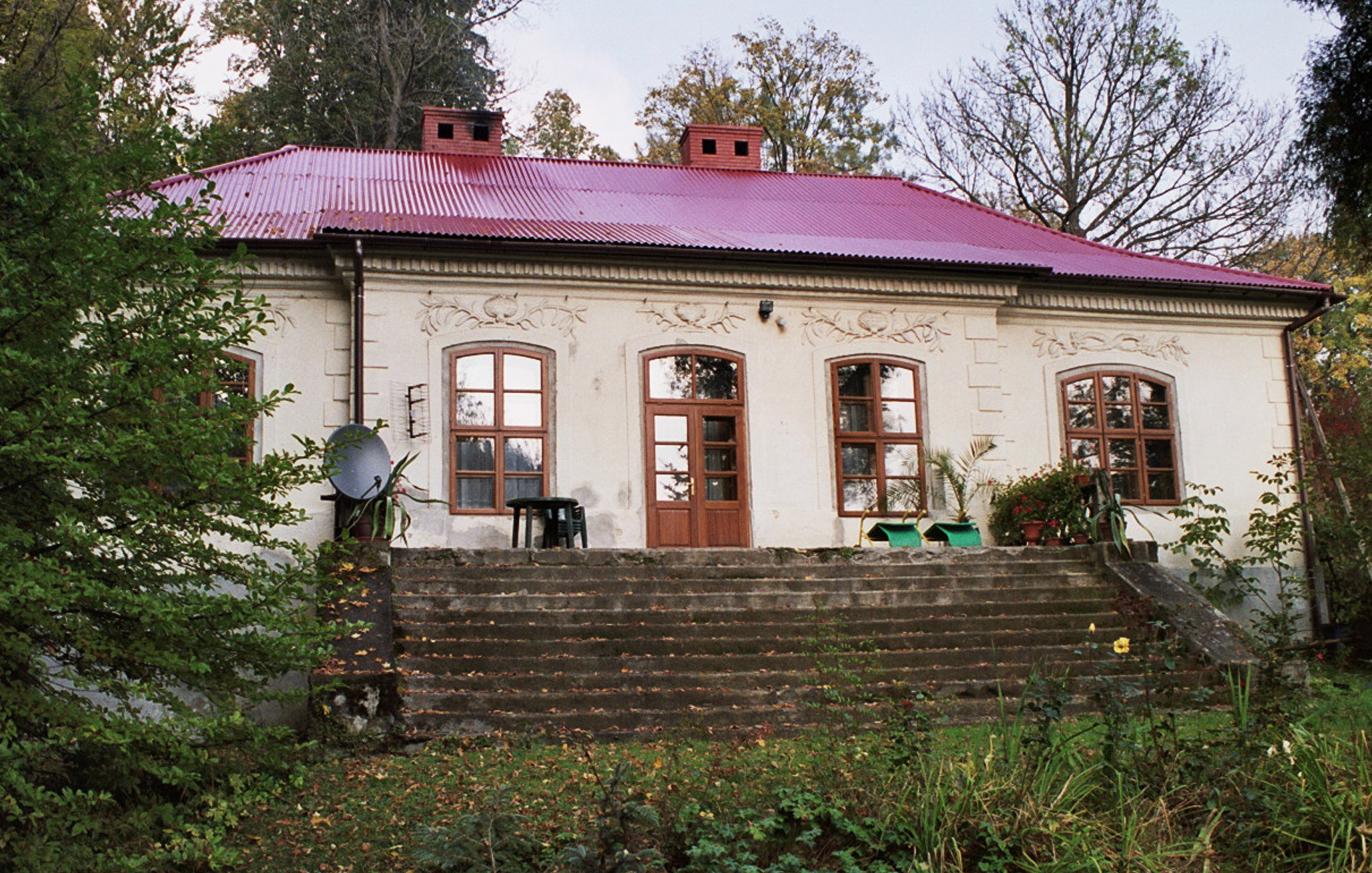
Dworek Potockich w Kamesznicy

Milówka – gmina wiejska w województwie śląskim, w powiecie żywieckim. W latach 1975–1998 gmina położona była w województwie bielskim.
Siedziba gminy to Milówka. Według danych z 30 czerwca 2004 gminę zamieszkiwało 9926 osób. Natomiast według danych z 31 grudnia 2017 roku gminę zamieszkiwało 10 051 osób.
Gmina położona jest w południowej części Kotliny Żywieckiej, w bezpośrednim sąsiedztwie Beskidu Żywieckiego, i Śląskiego. Przez obszar gminy przepływa Soła, do której uchodzą tutaj m.in. Kameszniczanka, Nieledwianka, Salomonka, Bystra i Milowski Potok.

## Struktura powierzchni
Według danych z roku 2002 gmina Milówka ma obszar 98,33 km², w tym:
- użytki rolne: 35%
- użytki leśne: 51%

Gmina stanowi 9,46% powierzchni powiatu.

## Demografia

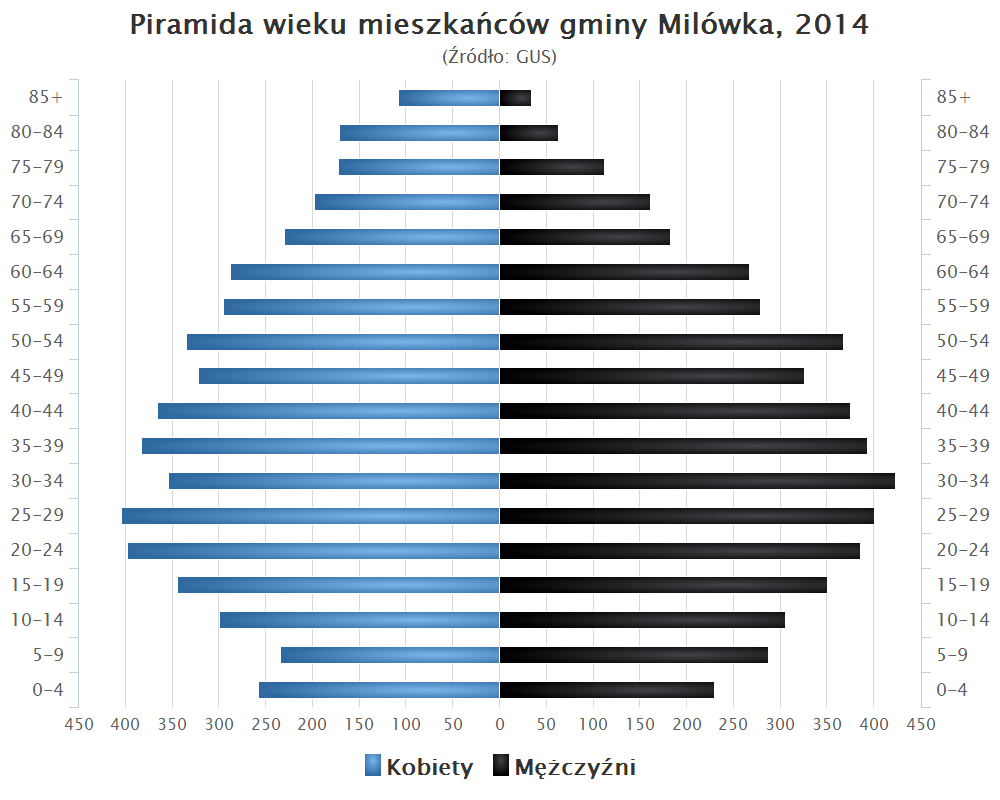
Piramida wieku mieszkańców gminy Milówka w 2014 roku

Dane z 30 czerwca 2004:
| Opis                              | Ogółem | Ogółem | Kobiety | Kobiety | Mężczyźni | Mężczyźni |
| --------------------------------- | ------ | ------ | ------- | ------- | --------- | --------- |
| jednostka                         | osób   | %      | osób    | %       | osób      | %         |
| populacja                         | 9926   | 100    | 5055    | 50,9    | 4871      | 49,1      |
| gęstość zaludnienia (mieszk./km²) | 100,9  | 100,9  | 51,4    | 51,4    | 49,5      | 49,5      |

## Szkolnictwo
Na terenie gminy Milówka znajduje się 6 szkół podstawowych, gimnazjum im. Jana Pawła II, Liceum Ogólnokształcące im. Marii Konopnickiej, technikum, zasadnicza szkoła zawodowa i Zamiejscowy Ośrodek Dydaktyczny Uniwersytetu Rolniczego im. Hugona Kołłątaja w Krakowie.

## Ochrona Zdrowia
Opiekę zdrowotną prowadzą:
- ZOZ Medyk w Milówce,
- Niepubliczny Zakład Opieki Zdrowotnej „Vita” w Kamesznicy,
- Kilka prywatnych gabinetów stomatologicznych.

## Turystyka
- Przez gminę przechodzi kilka rowerowych szlaków turystycznych oraz dwa piesze: czarny, prowadzący z Kamesznicy na Baranią Górę i zielony prowadzący z Milówki na Halę Boraczą.

## Sport
Na terenie gminy znajduje się Gminny Klub Sportowy „Podhalanka” Milówka. Klub GKS Podhalanka Milówka zagra na sezon 2024/2025 w V liga, grupa 2 : śląska II

## Komunikacja
- linia kolejowa 139 Katowice – Zwardoń
- droga ekspresowa S1

## Sołectwa

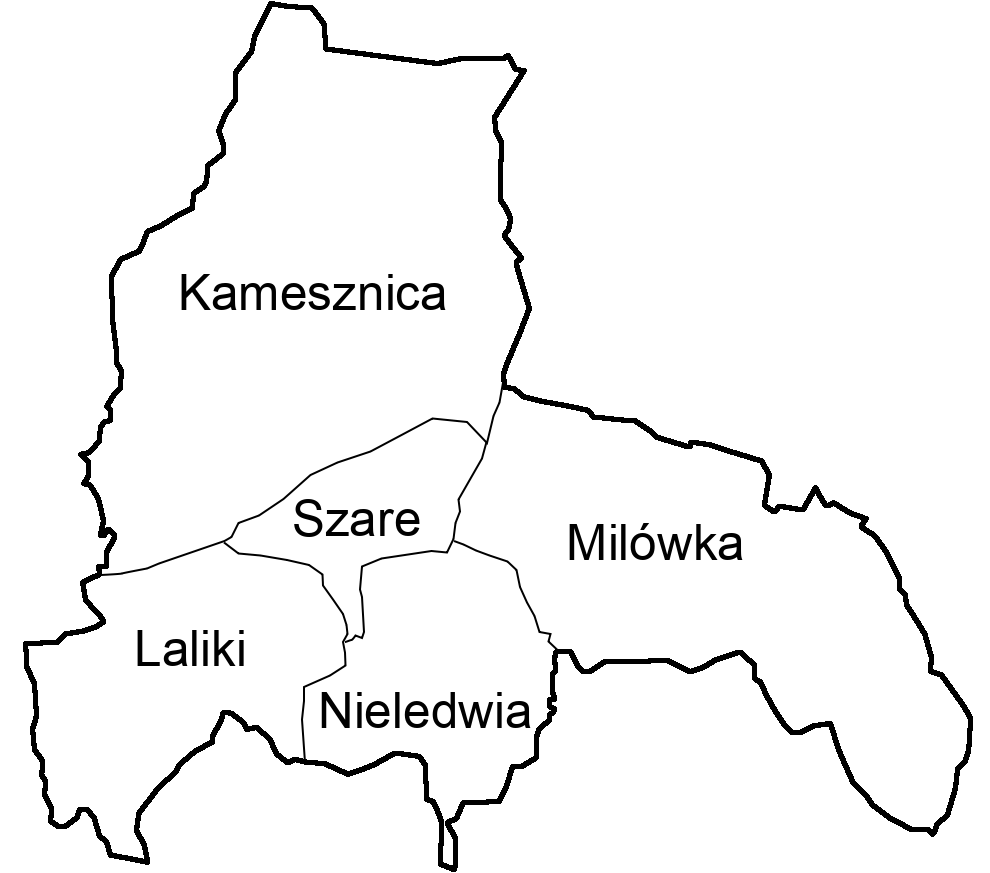
Położenie sołectw

| Sołectwo              | Powierzchnia (w ha) | Ludność | Gęstość zaludnienia (os. /km²) |
| --------------------- | ------------------- | ------- | ------------------------------ |
| Milówka (wieś gminna) | 2648                | 4446    | 171                            |
| Kamesznica            | 3930                | 2793    | 71                             |
| Laliki                | 1360                | 1025    | 75                             |
| Nieledwia             | 1178                | 1035    | 87                             |
| Szare                 | 725                 | 800     | 109                            |

## Gminy partnerskie
- Kóny
- Milikov
- Topoľníky
- Valentigney [10]

## Sąsiednie gminy
Istebna, Radziechowy-Wieprz, Rajcza, Ujsoły, Węgierska Górka, Wisła